# Německý jednovrkočatý bublák
Německý jednovrkočatý bublák je plemeno holuba domácího původem z Německa. Je to čistě okrasné plemeno střední velikosti s výraznými pernatými ozdobami, peří na čele tvoří oválnou čelní chocholku, zvanou vrkoč, a nohy jsou kryté bohatým rousem. Kromě vzhledu je pro německého jednovrkočatého bubláka typický zvláštní hlasový projev, místo vrkání ptáci tzv. bublají, vydávají zvuky připomínající vzdálené zurčení potoka, zvonění zvonů nebo bubnování. Tato vlastnost však není zakotvena ve všech chovech. V seznamu plemen EE se řadí do plemenné skupiny bubláků a to pod číslem 0503.

## Historie
Oblastí vzniku německého jednovrkočatého bubláka je Sasko a Durynsko. Jeho předky jsou dvojvrkočatí rousní bubláci a intenzivně je šlechtěn je od konce 19. století. Původní název plemene byl saský bublák, později se ustálilo jméno německý jednovrkočatý bublák.

## Vzhled
Německý jednovrkočatý bublák je holub střední velikosti, tzv. polního typu, proporcemi i velikostí se příliš neodlišuje od divokého holuba skalního. Tvarem těla se příliš neodlišuje od jiných plemen rousných bubláků, působí však lehčím dojmem. Hlava německého jednovrkočatého bubláka je nízce klenutá a široká, zobák je slabší, středně dlouhý, u bílých a plnobarevných červených a žlutých holubů je narůžovělý, u barevných rázů ředěných je světle rohový a u ostatních tmavý. Ozobí je jen velmi malé a jemné. Oční duhovka je oranžová, u bílých ptáků tmavá, tzv. vikvová. Je zdobená oválnou čelní chocholkou, která vpředu zakrývá ozobí, vzadu ale nezasahuje až k očím a nebrání výhledu. Dalšími pernatými ozdobami jsou supí pera vyrůstající z lýtek a bohaté víceřadé rousy, které jsou tvořeny až 12 cm dlouhými pery. Opeření je tuhé a dobře přiléhá k tělu.
Je většinou celobarevný, nicméně existuje 36 barevných rázů. Bělohlaví a bělohrotí jednovrkočatí bubláci jsou považováni za samostatné plemeno fogtlandský bublák.

## Chov
Jsou to klidní holubi, avšak kvůli dlouhým rousům vyžadují prostorný holubník. Holoubata odchovávají sami, v chovné sezóně je ale vhodné rousy zkrátit, aby nedocházelo omylem k vyhození vajec nebo holoubat z hnízda.